# Chloroclystis joannisata
Chloroclystis joannisata är en fjärilsart som beskrevs av Culot 1922. Chloroclystis joannisata ingår i släktet Chloroclystis och familjen mätare. Inga underarter finns listade i Catalogue of Life.